# Tallinna JK Legion
Le Tallinna Jalgpalli Klubi Legion, plus couramment abrégé en TJK Legion, est un club estonien de football fondé en 2008 et basé à Tallinn, la capitale du pays.

## Histoire
Le Tallinna Jalgpalli Klubi Legion est fondé en 2008 par la fusion du Tallinna JK avec le Tallinna SK Legion. Le Tallinna JK a été fondé en 1921, il cesse son activité en 1990, puis est refondé en 2001. Le SK Legion a été fondé en 2004.
Le Tallinna JK Legion joue sa première saison 2008 en troisième division, il est promu en fin de saison en deuxième division, où il restera jusqu'en 2011. Le club jouera en quatrième division de 2015 à 2017, puis tous les ans connaîtra une promotion vers le niveau supérieur.
Lors de la saison 2019, le club se voit promu en première division pour la première fois de son histoire et remporte le titre de champion de deuxième division.
Après avoir assuré son maintien, le TJK Legion annonce le 23 décembre 2022 son retrait de la première division pour des raisons financières. Le club évoluera en 2023 en deuxième division, le Vaprus Pärnu qui devait être relégué directement sera donc repêché.

## Palmarès
| Compétitions nationales                             |
| --------------------------------------------------- |
| - Championnat d'Estonie D2 (1) : - Champion : 2019. |